# Homónimo
Homônimo (português brasileiro) ou homónimo (português europeu) (do grego homónymos através do latim homonymus) é uma palavra que tem a mesma pronúncia (homófono) e/ou a mesma grafia (homógrafo) que outra, mas que possui um significado diferente desta. No caso de antropônimos, também é chamado de xará (do tupi *xa'ra [de xe rera, "meu nome"]), xarapa, xarapim, xera, xero e tocaio (do castelhano tocayo, através do espanhol rioplatense).

## Exemplos
Veja, a seguir, alguns exemplos de homónimos com seus respectivos significados:
| Palavra | Significado A                                                  | Significado B |
| ------- | -------------------------------------------------------------- | --- |
| Pia     | 3ª pess. do singular do presente do indicativo do verbo piar   | tipo de bacia |
| São     | 3ª pess. do plural do presente do indicativo do verbo ser      | sadio |
| Manga   | Tipo de fruta                                                  | Parte da camisa que cobre os ombros e os braços |
| Canto   | 1ª pess. do singular do presente do indicativo do verbo cantar | Canto da Sala |
| Penso   | 1ª pess. do singular do presente do indicativo do verbo pensar | Curativo que se aplica numa ferida |
| Cedo    | 1ª pess. do singular do presente do indicativo do verbo ceder  | advérbio de tempo |
| Como    | 1ª pess. do singular do presente do indicativo do verbo comer  | conjunção subordinativa causal, comparativa ou conformativa; advérbio de modo ou intensidade; interjeição; verbo comer conjugado na primeira pessoa; preposição; palavra explicativa; palavra de realce; pronome relativo; substantivo |
| Nós     | pronome da 1ª pessoa do plural                                 | plural de nó |

## Homófono
Um homófono é uma palavra que é pronunciada como outra, mas que possuem significado ou ortografia diferentes, por exemplo  "Nós" "pronome" e "Noz" "fruta" são palavras homófonas. O termo é inadequado porque palavras consideradas homófonas são apenas homônimos de grafia diferente, sugerindo-se então o termo heterógrafo, o antônimo de homógrafo.
As palavras homófonas são palavras de pronúncias iguais. Existem dois tipos de palavras homófonas, que são:
- Homófonas heterográficas (são as homófonas propriamente ditas);
- Homófonas homográficas (são também chamados de homônimos perfeitos pois possuem mesma grafia e mesma pronúncia).

### Palavras homófonas
Homofomos/homofonadas: Como o nome já diz, são palavras homófonas (iguais na pronúncia), mas heterográficas (diferentes na escrita).
Exemplos:
- acento  —  assento;
- cheque  —  xeque;
- chá  —  xá;
- chácara  —  xácara;
- conserto  —  concerto;
- cela  —  sela;
- censo  —  senso;
- censual  —  sensual;
- cinto  —  sinto;
- cozer  —  coser;
- desconcertado  —  desconsertado;
- caçado  —  cassado;
- caçar  —  cassar;
- cesta  —  sexta  —  sesta;
- extremo  —  estremo;
- extrema  —  estrema;
- extremar  —  estremar;
- estreme  —  extreme,